# Zisterzienserinnenabtei Spermalie
Die Zisterzienserinnenabtei Spermalie war von 1200 bis 1796  ein Kloster der Zisterzienserinnen, zuerst im Weiler Spermalie  bei Slijpe am Ort des späteren Sint-Pieters-Kapelle (heute Ortsteil von Middelkerke), ab 1240 in Sijsele (heute Damme), schließlich ab 1578 in Brügge, Provinz Westflandern, in Belgien.

## Geschichte
Das 1200 von einer Adeligen gestiftete Frauenkloster Spermalie I (der Name bedeutet „Neuland“, „trockengelegtes Moor“) in Sint-Pieters-Kapelle, Middelkerke, das sich 1239 dem Zisterzienserorden anschloss, wurde 1240 nach Sijsele, Damme, östlich Brügge, verlegt und erhielt den Namen Unsere Liebe Frau von Neu-Jerusalem (Spermalie II). Die Verwüstung des Klosters 1577 trieb die Nonnen in die Zuflucht nach Brügge, wo ab 1601 das Refugium des Klosters Ten Duinen gekauft, bezogen und ausgebaut werden konnte (Spermalie III). Dort lebte es bis zu seiner Aufhebung (und Teilabbau) durch die Französische Revolution im Jahre 1796. In den verbliebenen Klostergebäuden von Spermalie III befinden sich heute das Koninklijk Instituut Spermalie (eine Autisten-, Blinden- und Taubstummenschule der Kongregation Zusters van de Kindsheid van Maria Ter Spermalie, 1836 gegründet von Charles Carton, 1802–1863), sowie die Hotel- en Toerismeschool Spermalie derselben Schwestern.